# Joan Robinson

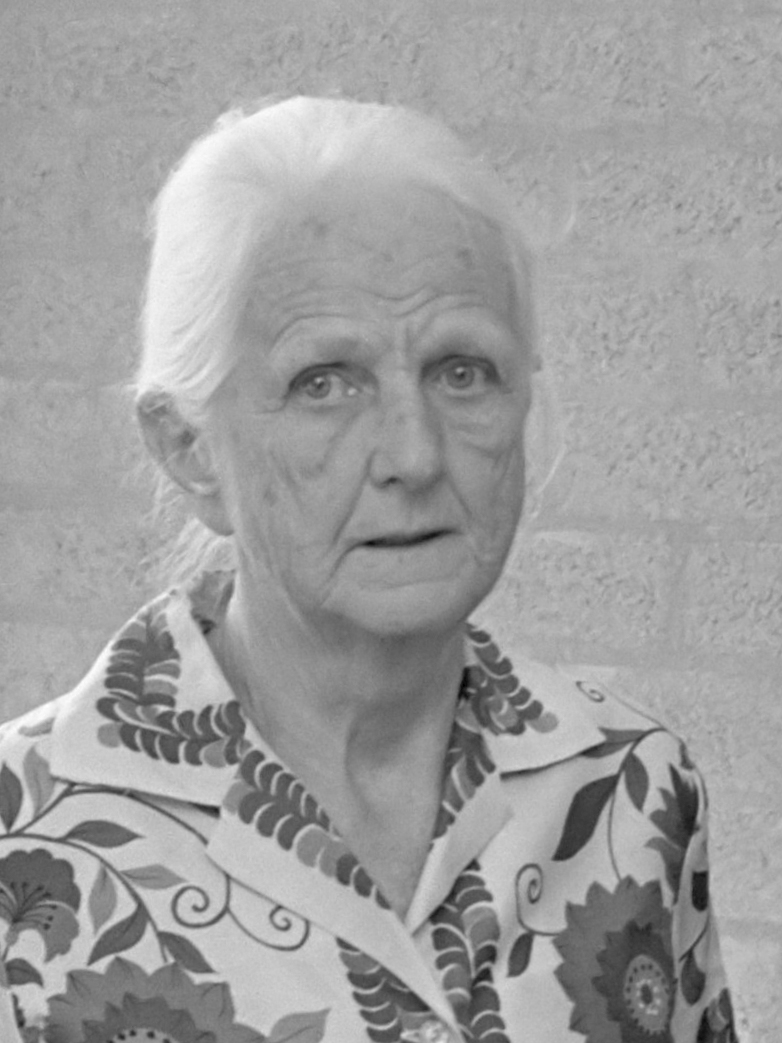
Joan Robinson (1973)

Joan Violet Robinson (geboortenaam Maurice; Surrey, 31 oktober 1903 – Cambridge, 5 augustus 1983) was een postkeynesiaanse econoom, die bekendstond om haar kennis van monetaire economie en haar brede bijdragen aan de economische theorie.
Robinson speelde een belangrijke rol in de zogenaamde Cambridge-kapitaalcontroverse.

## Leven
Robinson was de dochter van generaal-majoor Frederick Barton Maurice, 1e baronet. Ze studeerde economie aan Girton College, Cambridge. Onmiddellijk na haar afstuderen in 1925 trad zij in het huwelijk met haar vakgenoot Austin Robinson.
In 1937 werd zij docent in de economie aan de Universiteit van Cambridge, in 1958 lid van de British Academy en in 1962 fellow van Newnham College. In 1965 werd zij gewoon hoogleraar en fellow aan Girton College. In 1979, slechts vier jaar voor haar dood, werd ze de eerste vrouwelijke fellow van King's College.

## Werk
Aanvankelijk was Robinson aanhanger van de neoklassieke theorie, maar na haar kennismaking met John Maynard Keynes veranderde ze van gedachten. Als vooraanstaand lid van de "Cambridge School" in de economie droeg Robinson bij aan de uiteenzetting en ondersteuning van Keynes' General Theory. Zij schreef in 1936 en 1937 met name over de werkgelegenheidsaspecten van Keynes' nieuwe theorie.
In 1933 lanceerde Robinson in haar boek The Economics of Imperfect Competition het concept "monopsonie", de tegenhanger van een monopolie, waarbij er meerdere aanbieders zijn maar slechts één koper.
Robinsons An Essay on Marxian Economics (1942; verscheidene heruitgaven) concentreerde zich op Karl Marx als econoom. Mede door dit boek werd het debat hervat over dit aspect van de nalatenschap van Marx.
The Accumulation of Capital (1956) geldt als haar hoofdwerk en behandelt langetermijnaspecten van de keynesiaanse theorie.
Ze was een belangrijke stem in de Cambridge-Cambridgecontroverse over de rol van kapitaal.
Tot Robinsons studenten behoorden Amartya Sen en Joseph Stiglitz, beiden winnaar van de Prijs van de Zweedse Rijksbank voor economie.

## In het Nederlands
- Joan Robinson: de politieke implikaties van de neo-klassieke theorie. Rotterdam, 1978
- Inleiding tot de moderne economie. Utrecht, 1977
- Marxistische economie erkend: een weergave van de lezingen van Ernest Mandel, Rudi Dutschke, Joan Robinson. Tilburg, 1976
- Economie tussen vrijheid en noodzaak. Utrecht, 1971
- Filosofie van de economie. Rotterdam, 1965

## Externe bronnen
- (en)  Harcourt, G. C. (1995), Necrologie: Joan Robinson 1903-1983, The Economic Journal, Vol. 105, nr. 432. (Sep., 1995), pag. 1228-1243.
- (en)  Pasinetti, Luigi L. (1987), "Robinson, Joan Violet", The New Palgrave: A Dictionary of Economics, v. 4, pag. 212-17, Macmillsn.